# Dario Bisso
Dario Bisso (Dolo, 14 marzo 1964) è un direttore d'orchestra e chitarrista italiano.

## Biografia
Dario Bisso (nome d'arte Dario Bisso Sabàdin) inizia gli studi musicali nel 1978 al Conservatorio “Benedetto Marcello” di Venezia. Nel 1985 si diploma magna cum laude in chitarra e canto liturgico prepolifonico. Viene ricevuto nel 1986 dal Presidente della Repubblica e premiato con una medaglia dal Ministro dello Spettacolo per aver concluso gli studi musicali giovanissimo e col massimo dei voti,
Gli incontri con Narciso Yepes e Kazuhito Yamashita l'hanno incoraggiato a percorrere la strada di solista. Tra la fine degli anni 80 e l'inizio degli anni 90, anni in cui attraverso i contatti con il pittore Vittorio Basaglia frequenta anche l'ambiente dei pittori veneziani, inizia ad effettuare concerti come virtuoso chitarrista al Teatro La Fenice di Venezia, Teatro Comunale di Bologna, Ambasciata del Brasile a Roma, Teatro alle Erbe di Milano, St. John Smith Square a Londra, Jagt Museum Munchen, New School of Music di Boston. Ha collaborato con i compositori Italiani Ennio Morricone, Claudio Ambrosini, Sylvano Bussotti Fabio Vacchi, Nicola Cisterninoeseguendo alcuni loro brani di cui alcune prime esecuzioni assolute mondiali.
Nel suo repertorio di chitarrista Dario Bisso Sabàdin dà molto spazio all'esecuzione di musiche di Johann Sebastian Bach, Heitor Villa-Lobos e Astor Piazzolla.
Nel 1992 allarga il suo interesse di interprete studiando direzione d’orchestra a Pescara con Gilberto Serembe. Inizia la sua carriera di Direttore d’Orchestra a Napoli nel 1999 presso il Teatrino di Corte di Palazzo Reale dirigendo l'Orchestra Alessandro Scarlatti. Dal 2003 al 2006 si perfeziona a Milano con Giacomo Zani.
Dal 1995 al 2014 è stato il Direttore Artistico del Concorso Internazionale cici nuove Lirica Giovan Battista Velluti di cui è stato co- fondatore assieme al Sen. Nereo Vanzan (1931-2010)
All'inizio della sua attività di direttore d'orchestra ha diretto principalmente degli ensemble cameristici, per poi dedicarsi al repertorio operistico italiano e a quello sinfonico del ‘900 storico, con particolare interesse verso Gian Francesco Malipiero. Ha diretto le seguenti orchestre: Ensemble Vivaldi de I solisti Veneti, Orchestra del Conservatorio “B. Marcello” di Venezia, Vidin State Philharmonic Orchestra (Bulgaria), Orchestra Sinfonica della Provincia di Bari, Orchestra I Pomeriggi Musicali di Milano, Orchestra Filarmonica Italiana - OFI, Philarmonische Camerata Berlin, Orchestra Alessandro Scarlatti di Napoli, Orchestra Sinfonica dell’Associazione Sconfinarte di Milano, Orchestra Filarmonica del Veneto, Orchestra Filarmonica Mihail Jora di Bacau (Romania), Orchestra Filarmonica Ion Dumitrescu di Ramnicu Valcea (Romania), Orchestra Filarmonica di Arad (Romania), Orchestra Accademia Vivaldiana di Venezia, Orchestra Arcadia.
Alle attività di direttore d'orchestra e concertista affianca anche quella di docente del corso di chitarra e del corso libero di elementi di direzione d’orchestra al Conservatorio Benedetto Marcello di Venezia. È anche compositore, arrangiatore, critico e saggista.

## Discografia come direttore d'orchestra
- 2012 - W. A. Mozart: Requiem in D Minor, K 626, per soli, coro e orchestra, OFI Orchestra Filarmonica Italiana, Kicco Music
- 2012 - Mozart, Beethoven & Strauss: Concerto sinfonico, Orchestra Filarmonica Italiana, Kicco Music
- 2014 - Wagner & Beethoven, Bacau Philarmonic Orchestra, Kicco Music
- 2014 - Rigoletto, Coro Lirico del Teatro Verdi di Padova e Orchestra Filarmonica Italiana, Kicco Music
- 2020 - Rossini, Mozart, Ponchielli, Bacau Philarmonic Orchestra, Kicco Music
- 2020 - Sinfonie e Intermezzi, Verdi, Bellini, Mascagni, Bacau Philharmonic Orchestra, Kicco Music
- 2020 - Venezia, Napoli e oltre, Orchestra Filarmonica Italiana, Kicco Music

## Discografia come solista
- 1998 - Astor Piazzolla for solo guitar: Adios Nonino e Libertango, Edizioni Curci.
- 2003 - Claudio Ambrosini,Tre studi sulla Prospettiva,  Springer Verlag.
- 2012 - Piazzolla For Guitar by Dario Bisso Sabadin, Kicco Music
- 2012 - Stefano Pantaleoni; Volgendo lo Sguardo al Mio Novo Colore, Kicco Music.
- 2020 - Dario Bisso Sabàdin, guitar, plays Bach & Villa-Lobos, Kicco Music
- 2020 - Guitar Suite for Lute, J. S. Bach, Kicco Music.
- 2020 - Profumi di Spagna e Brasile, Chitarra classica, Kicco Music.
- 2023 - Dario Bisso Sabàdin plays Bartók and Piazzolla, Baryton.

## Edizioni musicali
- Bela Bartok - Romanian Folk Dances for solo guitar,  arranged by Dario Bisso Sabàdin, Universal Edition,[25]
- Astor Piazzolla - Antologia, 15 brani celebri trascritti per chitarra da Dario Bisso, Edizioni Curci, EC11499, ISMN: 9790215906044[26]
- Astor Piazzolla - Libertango - Adios Nonino, trascrizione per chitarra di Dario Bisso, Edizioni Curci, EC11307, ISMN: 9790215903395[27]
- Stefano Pantaleoni, Volgendo lo sguardo al mio nuovo colore, sei pezzi per chitarra, Revisione e diteggiatura di Dario Bisso, Edizioni Bongiovanni, Bologna 1995[28]
- Johannes Brahms, Rapsodia n.1, n.3, n.5, n.6 - Trascrizione per orchestra d'archi di Dario Bisso, Armelin Musica[29]

## Come musicologo
- 2003 - 20th century music in Venice, documentario, aa.vv.[30]
- 2010 - Pietro von Abano di Louis Spohr, saggio introduttivo all'opera lirica in due atti : quando l'arte mette in scena i nostri luoghi e la nostra storia - Dario Bisso Sabàdin.[31]
- 2016 - Pietro von Abano, opera in due atti - Edizione critica a cura di Dario Bisso.[32][33]

## Riconoscimenti
- 1978 - Rassegna Nazionale di Chitarra di Pieve di Cadore, 2º premio
- 1979 - Rassegna Nazionale di Chitarra di Pieve di Cadore, 1º premio
- 1979 - Festival Internazionale di Chitarra e Pianoforte di Bardolino, 1º premio assoluto
- 1986 - Medaglia dal Ministro dello Spettacolo Lelio Lagorio per essersi diplomato magna cum laude
- 1989 - Concorso internazionale di chitarra Fernando Sor, Roma, 3º premio
- 1989 - Tokyo International Guitar Competition, 2º premio
- 2007 - Premio Pentagramma alla XIV edizione delle Euganeidi, Abano Terme[34]
- 2008 - Premio "El Strapadovan - Musica dell’anno", Abano Terme[35]